# 羞辱：界外魔之死
《羞辱：界外魔之死》是一款由Arkane Studios开发，贝塞斯达软件发行的动作冒险类潜行游戏，为继《羞辱2》后羞辱系列的第三部作品。游戏于2017年9月15日在Microsoft Windows、PlayStation 4和Xbox One平台发行，讲述了前刺客比莉·勒克（Billie Lurk）找到其导师多德（Daud），并帮助他杀死能赋予人魔法的超自然存在界外魔的故事。